# Ilex canariensis
Ilex canariensis és una espècie de planta fanerògama de la família de les aqüifolials. És endèmica de Macaronèsia.

## Descripció
És un arbust o arbre petit de fins a 10 m d'alçada, amb fulles ovades, brillants, de 5-7 per 2,5-4 cm, amb vores normalment senceres o amb unes quantes espines petites; àpex obtús o arrodonit. Les flors tenen pètals blancs, situades a les aixelles foliars subterminals. Fruits esfèrics, d'aproximadament 1 cm d'amplitud, carnosos, de color vermell i situats sobre peduncles de 3-8 mm de llarg, encara que a la subespècie azevinho poden arribar als 2 cm.

## Reproducció
Juntament amb Prunus lusitanica i Ilex perado, forma part del grup d'arbres de la laurisilva canària que presenten "una estratègia madura persistent" per a la seva dispersió. Això vol dir que aquests arbres produeixen rames que brollen de les branques principals, al tronc o a les arrels dels arbres, i que substitueixen a l'arbre original quan mor, sent les plàntules molt escasses, tot i trobar-se entre els arbres amb més producció de llavors d'aquests boscos. Aquesta estratègia s'enfoca més a romandre en un ambient estable i favorable que a trobar nous llocs per a prosperar.

## Taxonomia
Ilex canariensis va ser descrita per Jean Louis Marie Poiret i publicada a Encyclopédie Méthodique, Botanique ... Supplément 3: 67. 1813.

### Etimologia
- ilex: nom genèric que era el nom designat en llatí per a una espècie de Quercus (Quercus ilex) comunament anomenada alzina, que té un fullatge similar al grèvol europeu, i ocasionalment es confon amb ell.[3]
- canariensis: epítet geogràfic que fa al·lusió a la seva localització a les Illes Canàries.